# Густаво Мантуан
Густаво Мантуан (порт. Gustavo Mantuan; 20 червня 2001, Санту-Андре) — бразильський футболіст, півзахисник клубу «Корінтіанс», який виступає на правах оренди за «Зеніт».

## Клубна кар'єра
Уродженець міста Санту-Андре, штату Сан-Паулу. З шести років займається футболом у Корінтіансі. Спочатку також займався мініфутболом, проте у 13 років залишив його. 24 вересня 2020 дебютував у професійному футболі в поєдинку бразильської Серії А проти «Спорт Ресіфі», замінивши на 84-й хвилині Фагнера.
29 червня 2022 року «Зеніт» оголосив про перехід Мантуана на правах оренди. 13 серпня відзначився дебютним голом у першому ж матчі проти московського ЦСКА (2:1).
23 червня 2023 року «Зеніт» підписав з Мантуаном чотирирічний контракт з можливістю підписання на ще один рік.

## Особисте життя
Молодший брат колишнього футболіста «Корінтіанса» Гільєрме Мантуана.

## Титули і досягнення
- Чемпіон Росії (1):

«Зеніт»: 2022–23
- Володар Суперкубка Росії (1):

«Зеніт»: 2023